# Індепенденца (комуна, Келераш)
Індепенденца (рум. Independența) — комуна у повіті Келераш в Румунії. До складу комуни входять такі села (дані про населення за 2002 рік):
- Індепенденца (2345 осіб)
- Вішиній (587 осіб)
- Поткоава (984 особи)

Комуна розташована на відстані 86 км на схід від Бухареста, 15 км на північний захід від Келераші, 118 км на захід від Констанци, 144 км на південний захід від Галаца.

## Населення
За даними перепису населення 2002 року у комуні проживали 3916 осіб. Усі жителі комуни рідною мовою назвали румунську.
Національний склад населення комуни:
| Національність | Кількість осіб | Відсоток |
| -------------- | -------------- | -------- |
| румуни         | 3886           | 99,2%    |
| цигани         | 30             | 0,8%     |

Склад населення комуни за віросповіданням:
| Релігія       | Кількість осіб | Відсоток |
| ------------- | -------------- | -------- |
| православні   | 3906           | 99,7%    |
| адвентисти    | 8              | 0,2%     |
| п'ятдесятники | 1              | < 0,1%   |
| бретрени      | 1              | < 0,1%   |

## Зовнішні посилання
- Дані про комуну Індепенденца на сайті Ghidul Primăriilor [Архівовано 21 травня 2011 у Wayback Machine.]